# Городище (Пожвинское сельское поселение)
Городище — деревня в Юсьвинском муниципальном округе Пермского края России.

## Географическое положение
Деревня расположена в восточной части Юсьвинского муниципального округа на правом берегу Камы на расстоянии примерно 1 километр на юг от посёлка Кама.

## История
Упоминается с 1623—1624 годов как «починок На Редикорском городище», в дальнейшем названия менялись: Ротаново Городище, Редийское (Редиское) Городище. В состав деревни в 1962—1963 году вошел посёлок сплавучастка, переселенный из деревни Сосновка. До 2020 года входила в состав Пожвинского сельского поселения Юсьвинского района.

## Климат
Климат умеренно континентальный. Среднегодовое количество осадков составляет 664 мм, причём максимальное суточное количество достигает 68 мм, наибольшая высота снежного покрова 66-93 см. Средняя температура зимой (январь) −15,8 °C (абсолютный минимум −53 °C), летом (июль) +17,7 °С (абсолютный максимум +38 °C). Заморозки в воздухе заканчиваются в III декаде мая, но в отдельные годы заморозки отмечаются в конце апреля или начале июня. Осенние заморозки наступают в первой-начале второй декаде сентября. Средняя продолжительность безморозного периода 100 дней.

## Население
Постоянное население составляло 217 человек (87 % русские) в 2002 году, 165 человек в 2010 году.